# フランソワーズ・ボノー
フランソワーズ・ボノー（Françoise Bonnot, 1939年8月11日 - 2018年6月9日））は、フランスの編集技師。1969年の映画『Z』でアカデミー編集賞を受賞した。
アメリカ映画編集者協会に選ばれている。

## 主な編集作品
- Z Z (1969)
- 告白 L'aveu (1970)
- 戒厳令 État de siège (1972)
- テナント/恐怖を借りた男 Le Locataire (1976)
- ブラック・アンド・ホワイト・イン・カラー La Victoire en chantant (1976)
- いとしの君へ Chère inconnue (1980)
- ミッシング Missing (1982)
- スワンの恋 Un amour de Swann (1984)
- イヤー・オブ・ザ・ドラゴン Year of the Dragon (1985)
- シシリアン The Sicilian (1987)
- 1492 コロンブス 1492: Conquest of Paradise (1992)
- アパートメント L'appartement (1996)
- マッド・シティ Mad City (1997)
- フェイス・イン・ラブ Disappearing Acts (2000)
- フリーダ Frida (2002)
- アクロス・ザ・ユニバース Across the Universe (2007)
- テンペスト The Tempest (2010)